# بائو بیچ
بائو بیچ (انگلیسی: Beau Beech؛ زادهٔ ۱ مارس ۱۹۹۴) بازیکن بسکتبال اهل ایالات متحده آمریکا است.